# ال‌تی‌یو
ال‌تی‌یو (انگلیسی: LTU) شرکت هواپیمایی آلمانی بود، که در سال ۱۹۵۵ تأسیس و در سال ۲۰۰۹ منحل شد.